# 星皓廣場
星皓廣場是一個位於澳門氹仔廣東大馬路的商場。星皓廣場與住宅項目濠尚位於同一地段，並鄰近氹仔中央公園、濠景花園及濠庭都會。商場共五層，其中地庫二層設有停車場，面積達65萬平方尺。商場於2020年4月23日開幕，同一時間開幕的還有澳門的首間宜家家居。

## 歷史
星皓廣場屬住宅項目濠尚（原稱濠景花園第五期）發展的一部分，位於氹仔新城區的BT2/3地段，發展商為氹仔新城市發展有限公司。批地合同原定計劃興建住宅、商業、三星級酒店及社會設施，但於2010年9月批准修改，撤銷興建三星級酒店的計劃，並擴大商業面積至60899.5平方米，發展面向澳門居民的購物中心。
項目由中國建築國際獲得建築合約，於2015年獲得工程准照開始動工，並於2018年完成工程，獲得使用准照。
星皓廣場於2020年4月23日開幕，第一間開業的商店為宜家家居。隨後則有更多位於地庫的商户陸續開業，如玩具反斗城、Taste澳門首間分店及優品360分別於6月15及16日開幕。
2021年4月22日，位於地庫一層的齒康牙科中心首間分店正式開業。
2021年6月5日，鮮芋仙氹仔首店於星皓廣場一樓開業。
2021年8月1日，玩具反斗城首個FunPark遊樂場開幕，店內面積達4000平方尺。
截至2022年底，商場出租率為89%。
2023年3月29日，全球“最大規模的摺紙幸運星展示”於地面層正式揭幕，經由英國專家團隊審核，證實以57,552顆摺紙幸運星成功刷新健力士世界紀錄。

## 各層商舖及食肆

### B1/F
- 齒康牙科中心
- Taste
- 豐澤電器
- 玩具反斗城
- 優品360
- 绝味
- 萬寧
- 位元堂
- 屈臣氏
- 兒童世界 Kid's Cavern

### G/F
- 星巴克
- 喜茶
- OK便利店
- NEW YAOHAN BEAUTY
- 中銀澳門濠尚財富管理中心
- 50/ 50小廚房

### 1/F
- 宜家家居
- 粵匹
- 姚姚酸菜魚
- 粵緣四季
- 愛素食

### 2/F
- 宜家家居
- CGV 影院
- 天仁茗茶
- 珍煮丹
- 鮮芋仙
- The Basket
- 真點心
- 口福美食廣場

## 事件

### COVID-19疫情
2022年11月28日，澳門爆發新一輪COVID-19聚集性疫情。其中在該年11月30日新增的八宗輸入關聯個案中，其中一名任職永利皇宮賭場人力資源部員工的29歲女性曾於11月29日曾到商場內的「兜兜火鍋」用膳。

## 交通

### 公共巴士
T351 布拉干薩街（Rua Braganca）
路線：11、35、MT5
T352 廣東大馬路／濠景（Avenida de Kwong Tung / Nova Taipa）
路線：30、36、37、MT2、MT5
T353 廣東大馬路／濠尚（Avenida de Kwong Tung / Nova Grand）
路線：11、30、30X、35、36、MT5

### 輕軌
█  氹仔線馬會站

## 外部連結
- 星皓廣場官方網站
- 星皓廣場Facebook專頁 （页面存档备份，存于）